# Идиофон
Идиофон е всеки музикален инструмент, който създава звук преди всичко чрез собственото си вибриране без допълнителни струни или мембрани. Това е едно от четирите основни подразделения в класификацията на музикалните инструменти, предложена от Хорнбостел и Закс.
Идиофоните са може би най-старите музикални инструменти, ако изключим човешкия глас.
В по-ранна класификация на музикалните инструменти, предложена от Виктор Маийон, тази група инструменти е била наречена аутофони. Повечето ударни инструменти, които не са барабанни, са идиофони. Хорнбостел и Закс разделят идиофоните на четири основни подкатегории. Първата е ударни идиофони. Тя включва повечето от небарабанните ударни инструменти, познати в западната музика, т.е. идиофони, които са направени да бъдат удряни пряко с ръка или палка (дървени блокчета, триъгълник, маримба) или непряко чрез стържене или тръскане (маракаси, флексатон). Различните типове звънци попадат в тази категория.
Под тази категория може да подпада и камертон, който може да се смята за музикален инструмент. Всъщност това е прибор за контрола на настройка на струнни инструменти.
Останалите три подкатегории са на по-рядко срещани инструменти. Това са дърпащи се идиофони (музикална кутия), духащи се идиофони и фрикционни идиофони (гласхармоника, верофон, даксофон, стирофон, музикален трион, вибраслап).
Освен това в зависимост от материала, от който са изработени, идиофоните могат да бъдат дървени или метални. Дървени идиофони са например бин-сасара, дървени блокчета, слит-дръм, а метални — уотърфон, уошборд, систрум, зилове.